# Остроушко Денис Валерійович
Дени́с Вале́рійович Остроу́шко (30 серпня 1989 — 29 серпня 2014) — солдат Збройних сил України, учасник російсько-української війни.

## Короткий життєпис
Народився 1989 року в місті Нікополь (Дніпропетровська область). Закінчив нікопольську ЗОШ № 2; сільськогосподарський технікум, служив в армії, по демобілізації працював охоронцем в «АТБ-Маркет». Вступив до Національної металургійної академії, від 2012 року працював термістом цеху № 7, ТОВ «Інтерпайп Ніко Тьюб».
Мобілізований 15 травня 2014 року, кулеметник стрілецької роти 40-го батальйону територіальної оборони «Кривбас».
Загинув при виході колони з Іловайська «гуманітарним коридором», який обстріляли російські війська на дорозі поблизу села Новокатеринівка.
2 вересня 2014-го тіло Дениса Остроушка разом з тілами 87 інших загиблих у Іловайському котлі привезено до запорізького моргу. Упізнаний бойовими товаришами та родичами.
Без Дениса лишились мама Олена Степанівна; дружина Оксана Валеріївна та син Микита 2011 р.н.
Похований у Нікополі.

## Нагороди та вшанування
За особисту мужність і героїзм, виявлені у захисті державного суверенітету та територіальної цілісності України, вірність військовій присязі під час російсько-української війни, відзначений — нагороджений
- 15 травня 2015 року — орденом «За мужність» III ступеня (посмертно)[2]
- відзнакою Президента України «За участь в антитерористичній операції» (посмертно)
- Іловайський Хрест (посмертно)
- Його портрет розміщений на меморіалі «Стіна пам'яті полеглих за Україну» у Києві: секція 3, ряд 2, місце 30
- Вшановується 29 серпня на щоденному ранковому церемоніалі вшанування українських захисників, які загинули цього дня у різні роки внаслідок російської збройної агресії[3]
- 11 листопада 2014 року в нікопольській ЗОШ № 2 йому відкрито меморіальну дошку
- Рішенням Нікопольської міської ради присвоєно звання «Почесний громадянин міста Нікополя» (2019; посмертно)[4]